# Haidbrunn Wacker Wiener Neustadt
ESV Haidbrunn Wacker Wiener Neustadt – austriacki klub piłkarski, mający siedzibę w mieście Wiener Neustadt, w północno-wschodniej części kraju. Obecnie gra w 2. Klasse Steinfeld.

## Historia
Chronologia nazw:
- 1919: Eisenbahnersportklub (ESK) Wacker Wiener Neustadt
- 1938: Reichsbahn (RB) Wacker Wiener Neustadt
- 1939: Reichsbahn-Spielgemeinschaft (RSG) Wiener Neustadt
- 1945: Eisenbahnersportverein (ESV) Wacker Wiener Neustadt
- 1972: ESV Haidbrunn Wacker Wiener Neustadt – po fuzji z ASV 1927 Haidbrunn

Klub sportowy ESK Wacker Wiener Neustadt został założony w miejscowości Wiener Neustadt w 1919 roku. Początkowo zespół w barwach czarno-białych grał w niższych klasach mistrzostw swojego stanu. Klub piłkarski świętował swój największy sukces, zdobywając tytuł mistrza kraju Niederdonau w sezonie 1937/38 i historyczny awans do najwyższej ligi. Wskutek aneksji Austrii przez Rzeszą Niemiecką 12 marca 1938 roku rozgrywki w Austrii były organizowane jako część mistrzostw Niemiec. Austriackie kluby walczyli w Gaulidze, a zwycięzca potem uczestniczył w rozgrywkach pucharowych o tytuł mistrza Niemiec. Aby występować w Gaulidze, klub był zmuszony pod naciskiem narodowych socjalistów zmienić nazwę na RB Wacker Wiener Neustadt. Debiutowy sezon 1938/39 w Gauliga zakończył na ostatnim dziesiątym miejscu i wrócił do ligi Niederdonau. Po spadku klub połączył się z innymi lokalnymi klubami kolejowymi, tworząc RSG Wiener Neustadt. W sezonie 1942/43 dotarł do finału mistrzostw ligi Niederdonau. W następnym sezonie 1943/44 zajął drugie miejsce w lidze Niederdonau.
Po zakończeniu II wojny światowej klub wrócił do nazwy ESV Wacker Wiener Neustadt. Potem występował w niższych ligach regionalnych mistrzostw Dolnej Austrii. W 1972 roku klub połączył się z lokalnym rywalem ASV 1927 Haidbrunn, tworząc ESV Haidbrunn-Wacker Wiener Neustadt i zmienił barwy na czerwono-białe. Po fuzji połączony klub w 1972 awansował do 1. Klasse Süd, w której występował do sezonu 1989/90. Dzięki sponsoringu firmy Lanzenkirchen krótko grał w 2. Landesliga w 1993 roku. Po rozwiązaniu współpracy klub spadał coraz niżej w hierarchii ligowej. Obecnie gra na ósmym poziomie w 2. Klasse Steinfeld.

## Barwy klubowe, strój
|  |  |

Klub ma barwy czerwono-białe. Zawodnicy domowe spotkania zazwyczaj grają w pasiastych pionowo czerwono-białych koszulkach, czerwonych spodenkach oraz czerwonych getrach.

## Sukcesy

### Trofea międzynarodowe
Nie uczestniczył w rozgrywkach europejskich (stan na 31-05-2019).

### Trofea krajowe
| \| \| Zdobyte trofea w rozgrywkach Austrii (stan na: 31-05-2019) \| |                                                            |      |                  |
| Rozgrywki                                                           | Osiągnięcie                                                | Razy | Sezon(y)         |
| · Mistrzostwo                                                       | I miejsce                                                  | 0    |                  |
| · Mistrzostwo                                                       | II miejsce                                                 | 0    |                  |
| · Mistrzostwo                                                       | III miejsce                                                | 0    |                  |
| · Mistrzostwo                                                       | 10.miejsce                                                 | 1    | 1938/39          |
| Puchar                                                              | zdobywca                                                   | 0    |                  |
| Puchar                                                              | finalista                                                  | 0    |                  |
| Puchar                                                              | 1/16 finału                                                | 1    | 1937/38          |
| II liga                                                             | I miejsce                                                  | 1    | 1937/38          |
| II liga                                                             | II miejsce                                                 | 2    | 1942/43, 1943/44 |
| II liga                                                             | III miejsce                                                |      |                  |
| Austria                                                             | Zdobyte trofea w rozgrywkach Austrii (stan na: 31-05-2019) |      |                  |

## Poszczególne sezony

### Rozgrywki międzynarodowe

#### Europejskie puchary
Nie uczestniczył w rozgrywkach europejskich.

### Rozgrywki krajowe
| \| Austria \| Bilans występów klubu w rozgrywkach piłkarskich Austrii (Stan na 31 maja 2019 r.) \| \| |                                                                                   |        |       |   |   |   |    |    |     |                      |        |        |      |
| Poziom                                                                                                | Rozgrywki                                                                         | Sezony | Mecze | Z | R | P | B+ | B– | Pkt | Lata                 | Awanse | Spadki | Naj. |
| I | Gauliga Ostmark                                                                   | 1      |       |   |   |   |    |    |     | 1938/39              | 0      | 1      | 10   |
| II | Niederdonau                                                                       | 6+     |       |   |   |   |    |    |     | 19??–1938, 1939–19?? | 1      | 1      | 1    |
| | Puchar Austrii                                                                    | 1      |       |   |   |   |    |    |     | 1937/38              | 0      | 0      | 1/16 |
| Austria                                                                                               | Bilans występów klubu w rozgrywkach piłkarskich Austrii (Stan na 31 maja 2019 r.) |        |       |   |   |   |    |    |     |                      |        |        |      |

## Struktura klubu

### Stadion
Klub piłkarski rozgrywa swoje mecze domowe na stadionie Sportanlage Haidbrunnplatz w Wiener Neustadt o pojemności 1000 widzów.

### Inne sekcje
Klub prowadzi drużyny dla dzieci i młodzieży w każdym wieku.

## Kibice i rywalizacja z innymi klubami

### Derby
- Admira Wiener Neustadt
- SC Wiener Neustadt
- Wiener Neustädter SC